# Tarpán
A tarpán (Equus ferus ferus) volt az eurázsiai vadló. Mai vélemények szerint a Przsevalszkij-ló (vagy Przewalski ló) egyik alfaja. A faj utolsó egyede 1909-ben, Moszkvában pusztult el.
A lengyel parasztok gyakran keresztezték házilovaikat a tarpánnal. Ennek eredménye egy kis lóféle, a konik lett. Jelenleg az olyan állatokat, mint a konik, vagy a Portugáliában fennmaradt Sorraia-póni, használják a tarpán visszaszaporítására és próbálják kitölteni azt az ökológiai rést, mely a faj eltűnésével keletkezett. A hucul ló, mely a Kárpátokban él, valószínűleg a tarpán közvetlen leszármazottja.
A tarpán név a türk nyelvben (kirgiz vagy kazak) a lóra használt szóból ered, melynek eredeti jelentése "előre vágtat". A konik kinézete alapján a tarpán lovak marmagassága kb. 122–135 cm lehetett.

## A faj rendszertani történelme
A tarpánt először Johann Friedrich Gmelin írta le 1774-ben; 1769-ben látta az állatokat Bobrovszk környékén, Voronyezs közelében. 1784-ben Pieter Boddaert nevezte el a fajt Equus ferus-nak, Gmelin leírása alapján. Nem tudván Boddaert elnevezéséről, Otto Antonius a nevet 1912-ben Equus gmelini-ként publikálta, aki ismét Gmelin leírására utalt. Mivel Antonius elnevezése ugyanarra a leírásra vonatkozik, melyről Boddaert is elnevezte az állatot, az objektív szinonima esete áll fenn.
Manapság úgy tartják, hogy a háziasított ló, melyet 1758-ban Carl von Linné nevezett el Equus caballus-nak, a tarpántól származik; valójában a taxonómusok úgy tartják, hogy ugyanahhoz a fajhoz tartoznak. A Zoológiai Nevezéktan Nemzetközi Kódexe (ICZN – International Code of Zoological Nomenclature) szabályainak szigorú betartása szerint a tarpánt megilleti az E. caballus, vagy alfajként az E. caballus ferus elnevezés. Azonban a biológusok általában figyelmen kívül hagyják a szabályt és a tarpánra az E. ferus elnevezést használják, hogy elkerüljék háziasított rokonaival történő összekeverését.
2003-ban a Nemzetközi Zoológiai Nomenklatúrabizottság (International Commission on Zoological Nomenclature – ICZN) "megállapodott 17 speciális név használatáról a vad fajok alapján, melyek megelőzték vagy egykorúak háziasított rokonaikkal", jóváhagyva a tarpánra használt E. ferus nevet. Azok a taxonómusok, akik a házilovat a vad tarpán alfajának tekintik, az Equus ferus caballus elnevezést használják; az Equus caballus név megmaradt a házilónak, melyet ezzel különálló fajnak tekintenek.

## Kihalásának okai
A tarpán kihalása már az ókorban elindult. Elsőként Dél-Európa vidékéről tűnt el a faj. Már az ősember is vadászta a tarpánt a húsáért, de kiszorulásának elsődleges oka a növekvő emberi populáció volt, amely a tarpán rovására bővítette legelőit a háziállatok számára. A területek összeszűkülésével a tarpánok gyakran okoztak kárt a kaszálókban és vetésekben is, ezért vadászattal ritkították az állományukat. A szabadtartású ménesek közé tévedő vad csődörök ráadásul kereszteződtek a házi kancákkal is és az ebből származó félvér csikókat a gazdák nem tudták értékesíteni, ami ismét ürügyként szolgált a tarpán vadászatára.
A tarpán idővel már csak a kelet-európai sztyeppék jellegzetes állata lett és legtovább Oroszországban maradt fenn. A szabadtartású házi lovakkal való gyakori kereszteződések miatt azonban egyre több hibrid félvér vadló született, így lehetetlenné vált a faj természetes szaporodása és a tarpán a kihalás szélére sodródott. 1879-ben elpusztult az utolsó ismert vadonélő tarpán, egy kanca, amit megpróbáltak élve befogni, de az állat véletlenül elpusztult. Az 1880-as évektől már nem volt megbízható hír élő tarpánokról a sztyeppén, csupán a fogságban tartott tarpánok képezték a faj utolsó egyedeit.

## A faj felélesztése

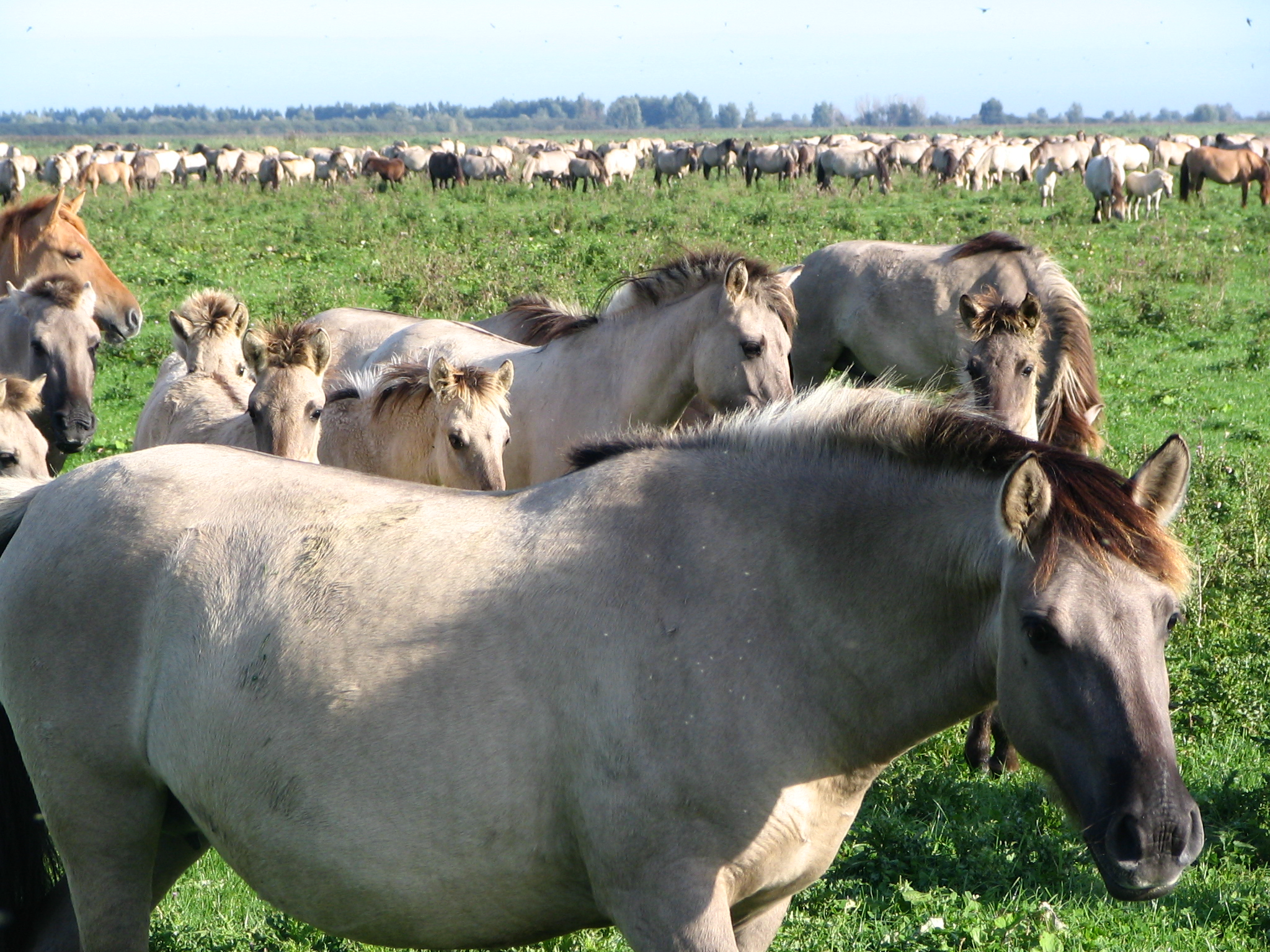
Konik az Oostvaardersplassen természetvédelmi területen, Hollandiában (2005).
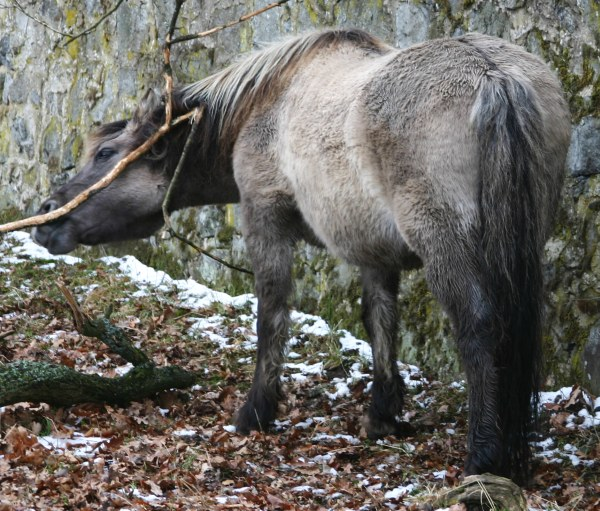
Hack ló Sababurg-ban, Németország (2004)
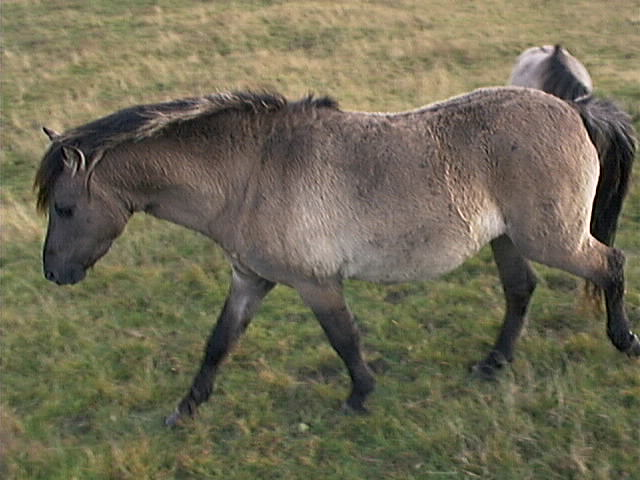
Hack ló Haselünne-ben, Németország (2004)